# Baitang Hu
Baitang Hu är en sjö i Kina. Den ligger i provinsen Fujian, i den sydöstra delen av landet, omkring 74 kilometer söder om provinshuvudstaden Fuzhou. Baitang Hu ligger 16 meter över havet. Trakten runt Baitang Hu består till största delen av jordbruksmark.
Genomsnittlig årsnederbörd är 1 650 millimeter. Den regnigaste månaden är augusti, med i genomsnitt 282 mm nederbörd, och den torraste är oktober, med 33 mm nederbörd.